# Prêmios da Copa do Mundo FIFA de Futebol Feminino
No final de cada Copa do Mundo, prêmios são entregues a jogadores e times selecionados por conquistas que não sejam suas posições finais no torneio.
- Atualmente, existem cinco prêmios pós-torneio avaliados pelo Grupo de Estudos Técnicos da FIFA:
  - A Bola de Ouro (atualmente denominada comercialmente como "Bola de Ouro Adidas"), é concedida para o melhor jogador geral do torneio (concedido pela primeira vez em 1991);
  - A Chuteira de Ouro (atualmente denominada comercialmente "Chuteira de Ouro Adidas", é concedida para o artilheiro do torneio (concedido pela primeira vez em 1991);
  - A Luva de Ouro (atualmente denominada comercialmente "Luva de Ouro Adidas", anteriormente conhecida como Melhor Goleiro), é concedida para o melhor goleiro do torneio (concedido pela primeira vez em 2003);
  - O Prêmio Jogador Jovem da FIFA para o melhor jogador do torneio com menos de 21 anos no início do ano civil (concedido pela primeira vez em 2011);
  - O Troféu FIFA Fair Play para a equipe com o melhor histórico de fair play durante o torneio (concedido pela primeira vez em 1991).

- Atualmente, há um prêmio votado pelos fãs durante o torneio:
  - O Jogador da Partida (atualmente chamado comercialmente de "Jogador da Partida VISA") pelo excelente desempenho de um jogador durante cada partida do torneio (premiado pela primeira vez em 2003).

- Atualmente, há um prêmio votado pelos fãs após a conclusão do torneio:
  - O Gol do Torneio (atualmente denominado comercialmente " Gol Hyundai do Torneio") pelo melhor gol marcado durante o torneio conforme os torcedores (concedido pela primeira vez em 2007).

- Os cinco prêmios a seguir não são mais concedidos:
  - O All-Star Squad de melhor elenco de jogadores do torneio (escolhido pelo grupo de estudos técnicos, premiado de 1999 a 2015);
  - O Time Mais Divertido para o time que mais agradou a torcida durante o torneio (votado pelos torcedores após o encerramento do torneio, premiado em 2003 e 2007);
  - O FANtasy All-Star Team para a melhor escalação de onze jogadores dos torcedores (votado pelos torcedores após o término do torneio, premiado em 2003);
  - O Dream Team de melhor técnico da torcida e da escalação de onze jogadores do torneio (votado pela torcida após o encerramento do torneio, premiado em 2015);
  - Os Jogadores que Ousaram Brilhar para dez jogadores-chave do torneio que "ousaram brilhar" (escolhidos pelo grupo de estudos técnicos, premiados em 2019).

## Bola de Ouro
| Edição                       | Bola de Ouro   | Bola de Prata     | Bola de Bronze      |
| ---------------------------- | -------------- | ----------------- | ------------------- |
| China 1991                   | Carin Jennings | Michelle Akers    | Linda Medalen       |
| Suécia 1995                  | Hege Riise     | Gro Espeseth      | Ann Kristin Aarønes |
| EUA 1999                     | Sun Wen        | Sissi             | Michelle Akers      |
| EUA 2003                     | Birgit Prinz   | Victoria Svensson | Maren Meinert       |
| China 2007                   | Marta          | Birgit Prinz      | Cristiane           |
| Alemanha 2011                | Homare Sawa    | Abby Wambach      | Hope Solo           |
| Canadá 2015                  | Carli Lloyd    | Amandine Henry    | Aya Miyama          |
| França 2019                  | Megan Rapinoe  | Lucy Bronze       | Rose Lavelle        |
| Austrália/Nova Zelândia 2023 | Aitana Bonmatí | Jenni Hermoso     | Amanda Ilestedt     |

## Chuteira de Ouro
| World Cup                    | Chuteira de Ouro    | Gols | Chuteira de Prata | Gols | Chuteira de Bronze           | Gols |
| ---------------------------- | ------------------- | ---- | ----------------- | ---- | ---------------------------- | ---- |
| China 1991                   | Michelle Akers      | 10   | Heidi Mohr        | 7    | Linda Medalen Carin Jennings | 6    |
| Suécia 1995                  | Ann Kristin Aarønes | 6    | Hege Riise        | 5    | Shi Guihong                  | 3    |
| EUA 1999                     | Sun Wen Sissi       | 7    |                   |      | Ann Kristin Aarønes          | 4    |
| EUA 2003                     | Birgit Prinz        | 7    | Maren Meinert     | 4    | Kátia                        | 4    |
| China 2007                   | Marta               | 7    | Abby Wambach      | 6    | Ragnhild Gulbrandsen         | 6    |
| Alemanha 2011                | Homare Sawa         | 5    | Marta             | 4    | Abby Wambach                 | 4    |
| Canadá 2015                  | Célia Šašić         | 6    | Carli Lloyd       | 6    | Anja Mittag                  | 5    |
| França 2019                  | Megan Rapinoe       | 6    | Alex Morgan       | 6    | Ellen White                  | 6    |
| Austrália/Nova Zelândia 2023 | Hinata Miyazawa     | 5    | Kadidiatou Diani  | 4    | Alexandra Popp               | 4    |

## Luva de Ouro
| Edição                       | Luva de Ouro        | Clean sheets |
| ---------------------------- | ------------------- | ------------ |
| EUA 1999                     | Gao Hong            | 4            |
| EUA 1999                     | Briana Scurry       | 4            |
| EUA 2003                     | Silke Rottenberg    | 2            |
| China 2007                   | Nadine Angerer      | 6            |
| Alemanha 2011                | Hope Solo           | 2            |
| Canadá 2015                  | Hope Solo           | 5            |
| França 2019                  | Sari van Veenendaal | 3            |
| Austrália/Nova Zelândia 2023 | Mary Earps          | 3            |

## Melhor jogadora jovem
| Edição                       | Jogadora          | Idade |
| ---------------------------- | ----------------- | ----- |
| Alemanha 2011                | Caitlin Foord     | 16    |
| Canadá 2015                  | Kadeisha Buchanan | 19    |
| França 2019                  | Giulia Gwinn      | 20    |
| Austrália/Nova Zelândia 2023 | Salma Paralluelo  | 19    |

## Fair Play
| Edição                       | Vencedor |
| ---------------------------- | -------- |
| China 1991                   | Alemanha |
| Suécia 1995                  | Suécia   |
| EUA 1999                     | China    |
| EUA 2003                     | China    |
| China 2007                   | Noruega  |
| Alemanha 2011                | Japão    |
| Canadá 2015                  | França   |
| França 2019                  | França   |
| Austrália/Nova Zelândia 2023 | Japão    |